# 싱글즈 (뮤지컬)
《싱글즈》는 2003년 인기를 끌었던 영화 싱글즈를 2007년에 뮤지컬로 재탄생 시킨 작품이다. 2008년 더 뮤지컬 어워즈에서 최우수 창작 뮤지컬상을 수상하기도 하였으며 이후 2013년까지 26회의 시리즈를 통하여 전국 각지에서 장기 공연을 한 대한민국의 대표적인 창작 뮤지컬의 하나이다.

## 공연
| 연도                                 | 회차                                       | 장소                            | 기간                                                        | 주요 출연진                                                         |
| ------------------------------------ | ------------------------------------------ | ------------------------------- | ----------------------------------------------------------- | ------------------------------------------------------------------- |
| 2007                                 | 싱글즈                                     | 서울시 동숭아트센터 아트홀      | 2007/06/09 ~ 2007/09/09                                     | 오나라, 구원영 , 이현우, 서현수 , 백민정 , 김도현                   |
| 2008                                 | 싱글즈                                     | 서울시 호암아트홀               | 2008/01/15 ~ 2008/02/24                                     | 김지우 , 박혜나 , 이종혁 , 손호영, 이건영 , 민영기 , 정현주         |
| 2008                                 | 싱글즈 - 2008 의정부국제음악극축제         | 의정부시 예술의 전당            | 2008/05/20 ~ 2008/05/21                                     | 한선화 , 윤미연 , 박상협 , 홍희원, 민정기 , 변희경 , 박범정         |
| 2008                                 | 싱글즈 - 청주                              | 청주시 예술의 전당 대공연장     | 2008/06/27부터 3일간                                        | 한선화 , 박상협 , 윤미연 , 홍희원, 민정기 , 변희경 , 박범정         |
| 2008                                 | 2008 제2회 부산썸머뮤지컬페스티벌 - 싱글즈 | MBC 롯데아트홀                  | 2008/08/02 ~ 2008/08/10                                     |                                                                     |
| 2008                                 | 싱글즈                                     | 백암아트홀                      | 2008/10/25 ~ 2009/01/18                                     | 오나라, 앤디, 이성진, 김세우 , 박혜나 , 유나영 , 조진아             |
| 2009                                 | 싱글즈                                     | 백암아트홀                      | 2008/10/25 ~ 2009/01/18                                     | 오나라, 앤디, 이성진, 김세우 , 박혜나 , 유나영 , 조진아             |
| 싱글즈 - 대구                        | 대구 봉산문화회관                          | 2009/05/01 ~ 2009/05/31         | 윤석원, 안유진 , 서승원 , 김민 , 이병권 , 정경진            |                                                                     |
| 싱글즈 - 부산                        | 해운대문화회관 해운홀(대공연장)            | 2009/06/27 ~ 2009/06/28         | 안유진 , 서승원 , 신의정 , 윤석현 , 김민 , 서대경 , 이주훈  |                                                                     |
| 싱글즈 - 대전                        | 충남대학교 정심화국제문화회관 정심화홀     | 2009/07/03 ~ 2009/07/05         |                                                             |                                                                     |
| 싱글즈                               | 대학로 자유극장(구 PMC 자유극장            | 2009/06/30 ~ 2009/08/16         | 오나라, 백민정 , 김도현 , 구원영 , 서현수 , 임진아 , 이준혁 |                                                                     |
| 싱글즈                               | 대학로 자유극장(구 PMC 자유극장)           | 2009/08/21 ~ 2010/03/28         | 서지유 , 우금지 , 전혜빈, 이주광 , 강동호, 이지송 , 신의정  |                                                                     |
| 싱글즈                               | 대학로 자유극장(구 PMC 자유극장)           | 2009/08/21 ~ 2010/03/28         | 서지유 , 우금지 , 전혜빈, 이주광 , 강동호, 이지송 , 신의정  | 2010                                                                |
| 뮤지컬 싱글즈 - 서산                 | 서산문화회관 대공연장                      | 2010/05/27 ~ 2010/05/28         |                                                             |                                                                     |
| 싱글즈                               | 예술마당3관                                | 2010/04/06 ~ 2010/10/03         | 서지유 , 유정은 , 이태린 , 김민주 , 소정화 , 이현 , 김정산  |                                                                     |
| 꿈의숲 겨울이야기 동감 - 싱글즈      | 꿈의숲 아트센터 퍼포먼스홀                 | 2010/12/18 ~ 2010/12/19         | 유정은 , 김민주 , 이지송 , 김정산 , 김태향 , 서대경         |                                                                     |
| 뮤지컬 싱글즈 - 크리스마스 광주 공연 | 광주 5.18문화센터 민주홀                   | 2010/12/24 ~ 2010/12/26         |                                                             |                                                                     |
| 2011                                 | 더블유 싱글즈 파티 1 - 핑크 이즈 펑크      | W 워커힐 호텔 WOOBAR            | 2011/02/12 ~ 2011/02/12                                     |                                                                     |
| 2011                                 | 더블유 싱글즈 파티 2 - Gray Caos           | W 워커힐 호텔 WOOBAR            | 2011/03/12 ~ 2011/03/12                                     |                                                                     |
| 2011                                 | 싱글즈 - 김해                              | 김해문화의전당 누리홀           | 2011/07/16 ~ 2011/07/17                                     | 서지유 , 박영필 , 김민주 , 이규형 , 이호경                          |
| 2011                                 | 싱글즈 - 용인                              | 용인시 여성회관 큰어울마당      | 2011/09/24 ~ 2011/09/25                                     | 서지유 , 박영필 , 김민주 , 이규형 , 이호경                          |
| 2012                                 | W 싱글즈 파티 - 파트 I                     | W 워커힐 호텔 WOOBAR            | 2012/02/11 ~ 2012/02/11                                     |                                                                     |
| 2012                                 | W 싱글즈 파티 - 파트 II                    | W 워커힐 호텔 WOOBAR            | 2012/03/09 ~ 2012/03/09                                     |                                                                     |
| 2012                                 | 싱글즈 - 하남                              | 하남문화예술회관 대극장(검단홀) | 2012/11/17 ~ 2012/11/17                                     |                                                                     |
| 2013                                 | W 싱글즈 파티 - 파트 I                     | W 워커힐 호텔 WOOBAR            | 2013/02/16 ~ 2013/02/16                                     | 부메노클리닉                                                        |
| 2013                                 | W 싱글즈 파티 - 파트 II                    | W 워커힐 호텔 WOOBAR            | 2013/03/16 ~ 2013/03/16                                     |                                                                     |
| 2013                                 | 싱글즈                                     | 대학로 SM아트홀                 | 2013/05/11 ~ 2013/07/14                                     | 이동하 , 엄태형 , 장지우 , 우금지 , 유별라 , 홍광선 , 최호승,임태현 |
| 2013                                 | 싱글즈 - 부평                              | 부평아트센터 해누리 극장        | 2013/12/20 ~ 2013/12/21                                     |                                                                     |

## 수상 및 후보목록
| 연도 | 시상식         | 부문                 | 배우 | 결과 |
| ---- | -------------- | -------------------- | ---- | ---- |
| 2008 | 더뮤지컬어워즈 | 최우수 창작 뮤지컬상 |      | 수상 |

## 같이 보기
- 싱글즈 (영화, 2003년)